# Eucithara tenebrosa
Eucithara tenebrosa é uma espécie de gastrópode do gênero Eucithara, pertencente à família Mangeliidae.